# Michel Jacques François Achard
Pour les articles homonymes, voir Achard.
Le baron Michel Jacques François Achard, né à Vieux Fort (Sainte-Lucie), le 14 octobre 1778, mort à Paris le 6 janvier 1865, est un général de brigade français du Premier Empire.

## Biographie
Le 17 avril 1793, Achard a à peine quinze ans qu'il commence déjà sa carrière militaire et entre comme soldat dans le 1er bataillon de Sainte-Lucie ; deux mois après il était caporal, et sergent le 23 mai 1794. Il passe ensuite au 2e bataillon de Sainte-Lucie et est nommé lieutenant le 22 mai 1795. Le 26 mai 1796, il est fait prisonnier de guerre par les Anglais et rendu le 23 octobre 1797.
Le 20 février 1802 il est blessé au Port-de-Paix (île de Saint-Domingue) d'un coup de feu au bras ; et le 12 juillet 1803, il est capitaine adjudant-major à la 19e demi-brigade légère de deuxième formation. Le 14 juin 1802, il est blessé de nouveau au genou ; le 11 août suivant il reçut un coup de sabre sur la tête et dix coups de sabre sur le corps dans la Plaine du Cul-de-Sac (île de Saint-Domingue) ; fait prisonnier de nouveau du 30 novembre 1803 au 6 juillet 1804, il passe à cette époque au 5e Léger.
Achard obtient les épaulettes de chef de bataillon au 26e Léger, le 13 février 1809. Cette année, il eut deux chevaux tués sous lui, l'un à la bataille d'Ebersberg, l'autre à la bataille de Wagram.
Le 17 février 1811, il était nommé colonel du régiment de l'Île-de-France, et du 108e de Ligne le 23 août suivant.
Le 23 juillet 1812, dans les premières semaines de la campagne de Russie, Achard se couvre de gloire au combat de Moghilev et reçoit une nouvelle blessure au bras droit en s'opposant, à la tête de son régiment, au passage du prince Bagration. Le 7 septembre 1812, à la bataille de la Moskowa ; un boulet lui fait deux plaies larges et profondes, l'une au bras droit, l'autre au dos. Il venait d'exécuter une charge à la baïonnette à la tête du 108e contre les cuirassiers russes et leur avait repris quinze pièces d'artillerie. Dans la campagne d'Allemagne, il se distingue particulièrement à la tête du même régiment pendant le blocus de Hambourg, et notamment aux attaques du 20 janvier, 9 et 17 février 1814.
Le colonel Achard ayant accepté de Napoléon, pendant les Cent-Jours, le grade de général de brigade et le commandement des troupes envoyées en Vendée pour combattre l'insurrection, Louis XVIII, à sa seconde rentrée, le tient quelque temps en non-activité et en disgrâce. Il ne reçoit une nouvelle nomination que le 23 juin 1823, et il ne reprit son grade, avec le titre de maréchal de camp qu'en 1824, après avoir fait la campagne d'Espagne. Le 3 septembre 1830, il est nommé lieutenant-général.
Le général Achard a fait les campagnes de 1793, ans II, II, IV, à Sainte-Lucie, de l'an VII, à l'armée de l'Ouest, des ans VIII et IX, à l'armée d'Italie, des ans X, XI, et XII, à Saint-Domingue ; de 1807, 1808, 1809 à la Grande Armée, de 1812 en Russie, de 1813 et 1814 en Allemagne, de 1823 et 1824 en Espagne, de 1830 et 1831 en Afrique, de 1832 et partie de 1833 à l'armée du Nord.
Créé chevalier de la Légion d'honneur le 16 mai 1809, il est nommé officier le 24 août 1814, commandeur le 1er mai 1821, grand officier le 9 janvier 1833 et grand-croix le 6 mai 1846. Il est aussi chevalier de l'ordre de Saint-Louis et de Saint-Ferdinand d'Espagne.
Il est membre de la Chambre des pairs sous la monarchie de Juillet, député de la Moselle de 1849 à 1851, et devient sénateur du Second Empire le 26 janvier 1852 jusqu'à sa mort le 6 janvier 1865.
Veuf de Marie Julie Dagobert de Fontenille, il se remarie à 85 ans avec une veuve âgée de 52 ans, née Hélène Fauconnet.
Il est inhumé dans la chapelle Dagobert de Fontenille au cimetière de Saint-Lô.